# Mad Men
Mad Men is een Amerikaanse televisieserie die liep van 2007 tot 2015. De reeks van AMC werd in Nederland tot en met seizoen zes uitgezonden door de VARA en in Vlaanderen op het digitale kanaal Acht. Seizoen zeven is in 2017 op Netflix verschenen. De reeks werd bedacht door Matthew Weiner.

## Achtergrond en thematiek
"Mad Men" was de bijnaam van de reclamemannen van Madison Avenue in New York eind jaren 50. Het is ook een woordspeling op ad men (advertentiemannen) en het Engelse woord mad (gek). De serie speelt tussen maart 1960 en november 1970. Rode draad in de serie is het verschil tussen toen en nu voor wat betreft de omgang tussen de seksen, de omgang met minderheden, homoseksuelen, kinderen en ondergeschikten. Mad Men schetst een scherp beeld van de maatschappelijke veranderingen tijdens de jaren zestig van de twintigste eeuw en hoe de hoofdpersonen met die veranderingen meegroeien. Verder schetst de serie de veranderingen in het dagelijks leven voor wat betreft eten, roken, drinken, media en kleding. Naast werkintriges staan vooral het privé- dan wel gezinsleven en bijbehorende wrange situaties centraal. Mad Men wordt vooral geprezen om zijn oog voor uitstraling en details (decors, taalgebruik, rekwisieten, muziek en kleding).

## Verhaal
De serie draait om de medewerkers van het fictieve reclamebureau Sterling Cooper, gelegen aan Madison Avenue in New York. Centraal staat Don Draper, creatief directeur. (Jon Hamm). De serie volgt Draper op zijn werk, thuis met vrouw en kinderen en met zijn minnaressen. Ook enkele collega's van Draper worden gevolgd, vooral Peggy Olsen (Elisabeth Moss), die carrière maakt in de reclamewereld. Het is een wereld waarin iedereen de hele dag drinkt, rookt en vreemdgaat. Waar mannen voor veel geld slogans en campagnes bedenken terwijl ongetrouwde vrouwen notuleren. When men were men and women were skirts is de Engelse tagline voor de serie.
Ook is er veel aandacht voor de actuele gebeurtenissen in de jaren zestig, zoals de Cubacrisis, de moord op John F. Kennedy, de Vietnamoorlog, de strijd om de burgerrechten, het Apolloprogramma en de opkomst van de Beatles, de hippies en feminisme.

## Begintitels
De geanimeerde begintitels van de serie duren net geen veertig seconden. We zien het zwarte silhouet van een man die zijn aktetas neerzet en ziet hoe zijn kantoor uit elkaar valt. Vervolgens valt ook de man zelf naar beneden, met op de achtergrond verscheidene wolkenkrabbers met daarop reclame en slogans. De man eindigt uiteindelijk in een comfortabele houding op een zitbank, terwijl hij in zijn rechterhand een sigaret vasthoudt. Tijdens de begingeneriek is een kort, instrumentaal stukje te horen van het nummer "A Beautiful Mine" van RJD2.

### Mogelijke betekenissen
De keuze voor animatie en de stijl van de begintitels zijn vermoedelijk een hommage aan de films van Alfred Hitchcock en meer bepaald aan de begintitels van diens gebruikelijke titelontwerper Saul Bass. Heel wat bekende films van Hitchcock kwamen in de periode waarin Mad Men zich afspeelt voor het eerst uit in de bioscoop.
De man wiens gezicht in de begingeneriek niet getoond wordt is waarschijnlijk Don Draper, het hoofdpersonage van de serie. De houding waarin hij op het einde van de titels op de zitbank zit, is een houding die Don in de serie regelmatig aanneemt. De titels zouden op die manier verwijzen naar de gemoedstoestand van Don. Innerlijk maakt hij regelmatig een diepe val mee, maar uiterlijk lijkt er amper iets aan de hand. De wolkenkrabbers verwijzen dan weer naar New York, de locatie van het reclamebureau uit Mad Men.
Sommige internetbronnen menen in de begintitels ook een verwijzing te zien naar de terroristische aanslagen van 11 september 2001. Zo zou de vallende man uit de begingeneriek refereren aan de bekende foto The Falling Man van fotograaf Richard Drew. Op die foto staat een man die uit een van de Twin Towers springt nadat er een vliegtuig in het gebouw is gevlogen. Op die foto werden ook al meerdere reportages en documentaires gebaseerd.

### Parodie
In de aflevering Treehouse of Horror XIX van de animatieserie The Simpsons is een parodie op de begintitels van Mad Men te zien. In de versie van The Simpsons is te zien hoe een zwart silhouet, dat duidelijk van Homer Simpson is, merkt hoe zijn woonkamer uit elkaar valt. Vervolgens valt het silhouet tussen de wolkenkrabbers naar beneden en eindigt het op een zitbank. Het zwart silhouet houdt in tegenstelling tot de originele versie geen sigaret, maar wel een lolly vast.

## Rolverdeling

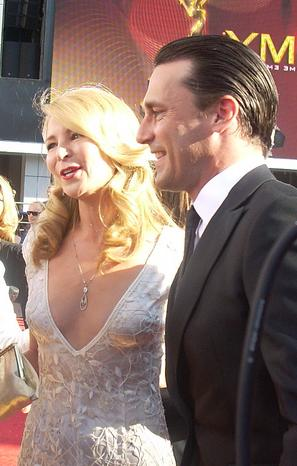
Hoofdrolspeler Jon Hamm op de rode loper voor de uitreiking van de Emmy Awards (2008).

| Acteur              | Personage              | Aantal afleveringen | Aantal afleveringen | Aantal afleveringen | Aantal afleveringen | Aantal afleveringen | Aantal afleveringen | Aantal afleveringen | Aantal afleveringen |
| Acteur              | Personage              | S01                 | S02                 | S03                 | S04                 | S05                 | S06                 | S07                 | Totaal              |
| ------------------- | ---------------------- | ------------------- | ------------------- | ------------------- | ------------------- | ------------------- | ------------------- | ------------------- | ------------------- |
| Jon Hamm            | Don Draper             | 13                  | 13                  | 13                  | 13                  | 13                  | 13                  | 14                  | 92                  |
| Elisabeth Moss      | Peggy Olson            | 13                  | 13                  | 13                  | 13                  | 13                  | 13                  | 14                  | 92                  |
| Vincent Kartheiser  | Pete Campbell          | 13                  | 13                  | 13                  | 13                  | 13                  | 13                  | 14                  | 92                  |
| January Jones       | Betty Draper-Francis   | 13                  | 13                  | 13                  | 13                  | 13                  | 13                  | 14                  | 92                  |
| Christina Hendricks | Joan Harris            | 13                  | 13                  | 13                  | 13                  | 13                  | 13                  | 14                  | 92                  |
| Aaron Staton        | Kenneth "Ken" Cosgrove | 13                  | 13                  | 13                  | 13                  | 13                  | 13                  | 14                  | 92                  |
| Rich Sommer         | Harold "Harry" Crane   | 13                  | 13                  | 13                  | 13                  | 13                  | 13                  | 14                  | 92                  |
| Kiernan Shipka      | Sally Draper           | 11                  | 12                  | 13                  | 13                  | 13                  | 13                  | 14                  | 89                  |
| John Slattery       | Roger Sterling         | 10                  | 13                  | 13                  | 13                  | 13                  | 13                  | 13                  | 88                  |
| Robert Morse        | Bertram "Bert" Cooper  | 9                   | 7                   | 11                  | 13                  | 13                  | 13                  | 8                   | 74                  |
| Christopher Stanley | Henry Francis          |                     |                     | 7                   | 7                   | 13                  | 13                  | 14                  | 54                  |
| Jessica Paré        | Megan Calvet           |                     |                     |                     | 9                   | 13                  | 13                  | 14                  | 49                  |
| Jay R. Ferguson     | Stan Rizzo             |                     |                     |                     | 6                   | 13                  | 13                  | 14                  | 46                  |
| Michael Gladis      | Paul Kinsey            | 13                  | 13                  | 13                  |                     | 1                   |                     |                     | 40                  |
| Bryan Batt          | Salvatore "Sal" Romano | 13                  | 13                  | 13                  |                     |                     |                     |                     | 39                  |
| Jared Harris        | Lane Pryce             |                     |                     | 9                   | 13                  | 13                  |                     |                     | 35                  |
| Ben Feldman         | Michael Ginsberg       |                     |                     |                     |                     | 9                   | 13                  | 7                   | 29                  |
| Kevin Rahm          | Ted Chaough            |                     |                     |                     | 4                   | 2                   | 12                  | 9                   | 27                  |
| Maggie Siff         | Rachel Menken          | 13                  | 1                   |                     |                     |                     |                     | 1                   | 15                  |

## Prijzen

### Golden Globes
- 2007 – Beste tv-serie (drama)
- 2007 – Beste acteur in een tv-serie (drama) – Jon Hamm
- 2008 – Beste tv-serie (drama)
- 2009 – Beste tv-serie (drama)
- 2015 – Beste acteur in een tv-serie (drama) – Jon Hamm

### Emmy Awards
- 2008 – Beste tv-serie (drama)
- 2008 – Beste scenario (drama) – Matthew Weiner (aflevering "Smoke Gets in Your Eyes")
- 2009 – Beste tv-serie (drama)
- 2009 – Beste scenario (drama) – Matthew Weiner & Kater Gordon (aflevering "Meditations In An Emergency")
- 2010 – Beste tv-serie (drama)
- 2010 – Beste scenario (drama) – Matthew Weiner & Erin Levy (aflevering "Shut the Door. Have a Seat")
- 2011 – Beste tv-serie (drama)
- 2015 – Beste acteur in een hoofdrol (drama) – Jon Hamm